# Insyriated
Insyriated è un film del 2017 scritto e diretto da Philippe Van Leeuw.
Il film ha ottenuto sei candidature ai premi Magritte del 2018, vincendo sei riconoscimenti, tra cui miglior film e miglior regia per Van Leeuw.

## Trama
Il film ripercorre la giornata di una famiglia di Damasco rinchiusa nella propria abitazione nel corso della guerra civile siriana. Durante una serie di bombardamenti e attacchi da parte dei tiratori, alcuni uomini chiedono di poter entrare nell'appartamento.

## Produzione
Le riprese del film si sono svolte nel corso di venticinque giorni all'interno di un appartamento di Beirut, in Libano.

## Distribuzione
Il film è stato presentato in anteprima al Festival di Berlino 2017 nella sezione Panorama, ottenendo il premio del cinema europeo.
Il film è stato distribuito nelle sale cinematografiche francesi a partire dal 6 settembre 2017 e in quelle belghe a partire dall'11 ottobre dello stesso anno. In Italia, il film è stato distribuito dal 22 marzo 2018 da Movies Inspired.

## Riconoscimenti
- 2017 – Festival internazionale del cinema di Berlino[3]
  - Premio del cinema europeo
  - Premio del pubblico
- 2018 – Camerimage
  - Candidatura come miglior opera prima
- 2018 – Premi Lumière[4]
  - Miglior film francofono
  - Candidatura come miglior attrice a Hiam Abbass
- 2018 – Premi Magritte[5]
  - Miglior film
  - Miglior regista a Philippe Van Leeuw
  - Miglior sceneggiatura a Philippe Van Leeuw
  - Migliore fotografia a Virginie Surdej
  - Migliore colonna sonora a Jean-Luc Fafchamps
  - Miglior sonoro a Paul Heymans e Alek Gosse
- 2017 – Festival del cinema di Stoccolma
  - Candidatura come miglior film
- 2017 – World Soundtrack Awards
  - Candidatura come migliore colonna sonora a Jean-Luc Fafchamps